# Лаушид
Лаушид (нем. Lauschied) — община в районе Бад-Кройцнах в земле Рейнланд-Пфальц, Германия. Является частью объединённой общины Наэ Глан. Население составляет 578 человек (на 31 декабря 2010 года). Занимает площадь 4,78 км². Мэр Лаушида — Вильгельм Маркс.
Местность была заселена во II-IV веках, что подтверждается находкой останков римской сельской виллы.
Деревня Лаушид впервые упоминается в 1200 году под названием Любешайд у Меттерсхайма (лат. Lubescheid iuxa Mettersheim). В последующие годы деревня была феодальным владением лордства Кирхгайм-Боланден. В 1797 и 1798 годах в Лаушхиде останавливался Йоханнес Бюклер по прозвищу Шиндерханнес, самый известный грабитель Германии. После Французской революции и наполеоновских войн (1794—1814) Лаушид вошла в ландграфство Гессен-Гомбург, а в 1866 году в его составе вошла в королевство Пруссия.
В Лаушиде находятся две церкви: евангелическая церковь (барокко, 1731) и католическая церковь Святого Георгия (романский стиль, 1875), включенные в список памятников культуры и архитектуры.

## Население
| Год  | Численность | Численность |
| ---- | ----------- | ----------- |
| 1975 | 673         | [ 8 ]       |
| 2017 | 543         | [ 1 ]       |
| 2019 | 526         | [ 9 ]       |
| 2021 | 532         | [ 10 ]      |
| 2022 | 545         | [ 11 ]      |
| 2023 | 543         | [ 2 ]       |

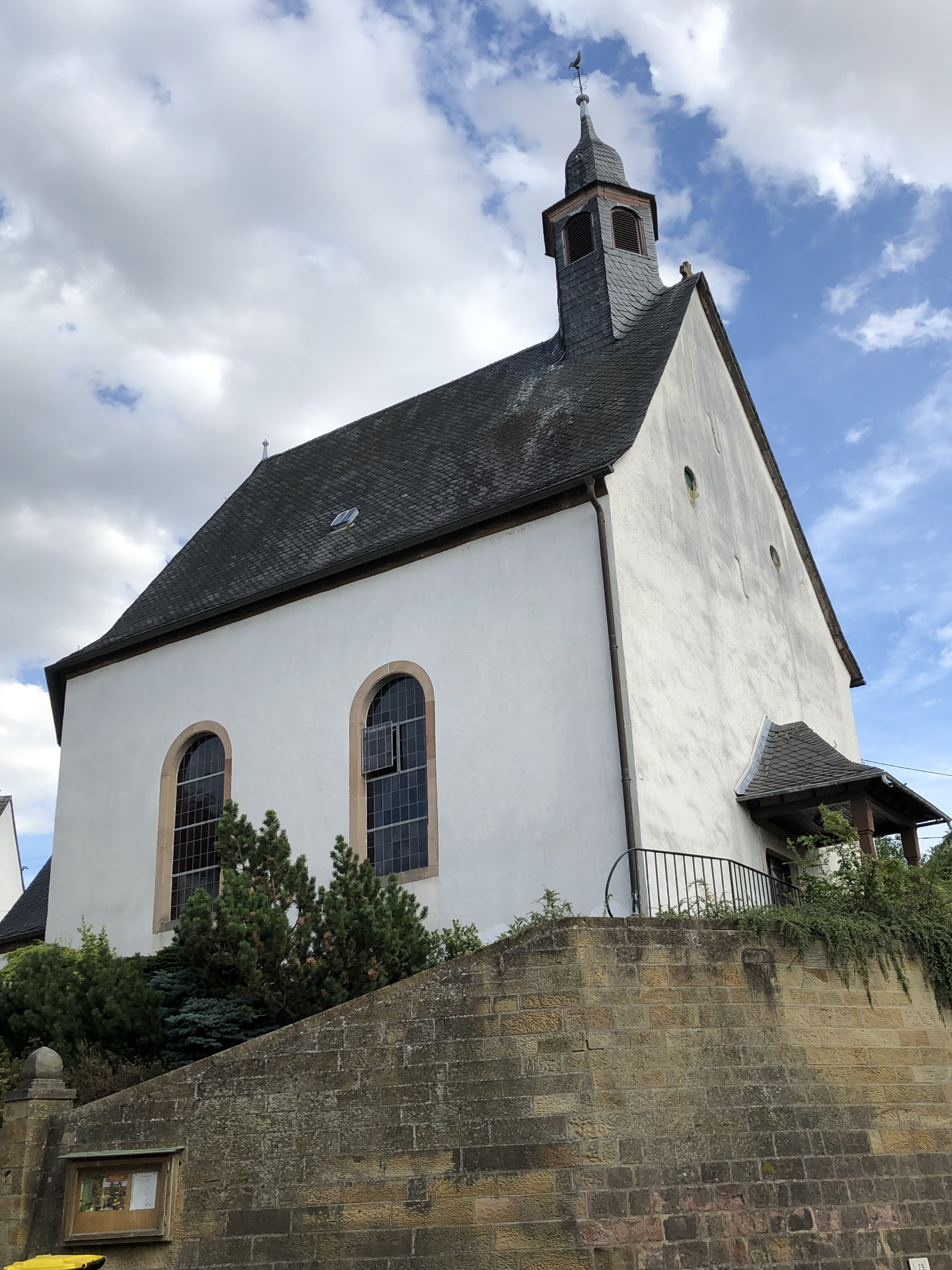
Евангелическая церковь
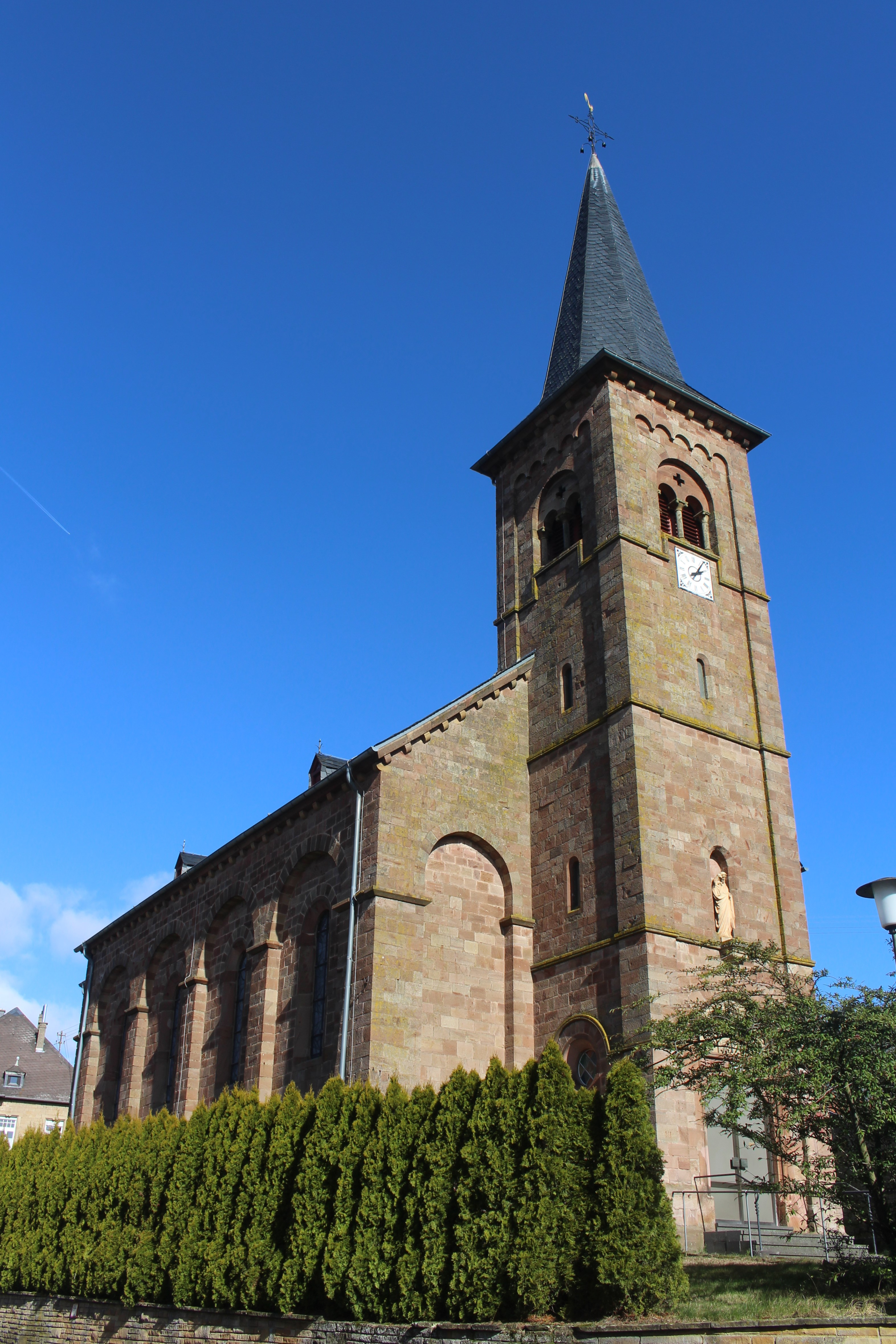
Католическая церковь
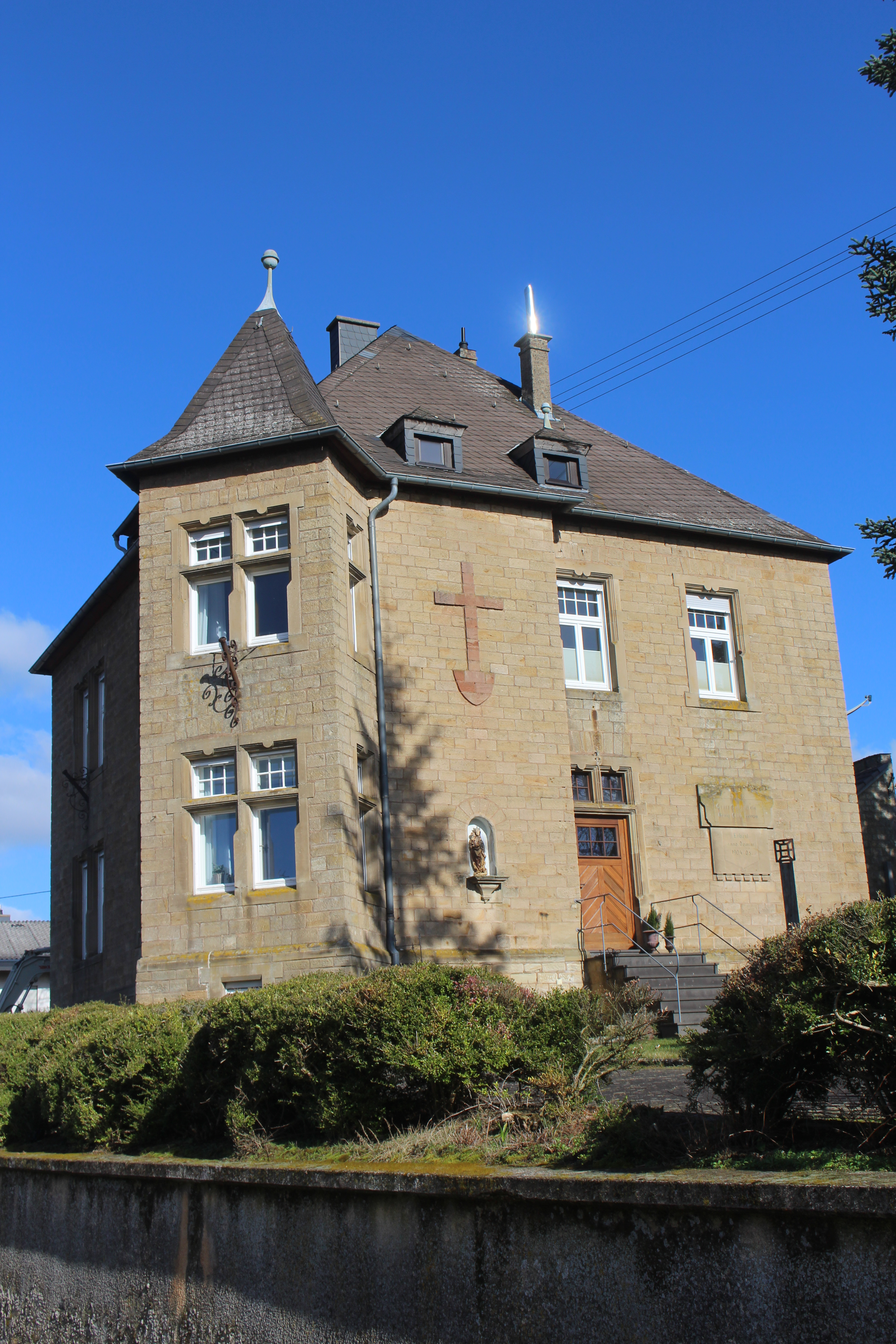
Дом католического священника